# The Phantom
Pour les articles homonymes, voir Phantom.
The Phantom est le pseudonyme pris par Jerry Lott (né le 30 janvier 1938 à Prichard en Alabama – mort le 4 septembre 1983 près de Spartanburg, en Caroline du Sud), chanteur de rock 'n' roll et rockabilly, surtout connu pour son titre Love me.

## Biographie
Jerry Lott est né près de Mobile, en Alabama, en 1938. Il déménage à Leaksville (Mississippi) au cours de son enfance.
Il a joue de la musique country jusqu'en 1956 lorsqu'il découvre Elvis Presley. Son titre Love me, est enregistré à Mobiles durant l'été 1958. Lott présente la bande à Pat Boone qui a l'idée de lui donner le nom de The Phantom et publie le morceau sur son propre label, Cooga Mooga en 1960.
Jerry Lott décède en 1983 à la suite d'une chute en voiture près de Spartanburg, en Caroline du Sud.